# Estádio do Maxaquene
Het Estádio do Maxaquene is een stadion in Maputo in Mozambique.  Het wordt tegenwoordig het meest gebruikt voor voetbalwedstrijden en is het thuisveld van Clube de Desportos do Maxaquene. Het stadion heeft 15.000 plaatsen.  